# Elizabeth Jane Weston
Elizabeth Jane Weston, także Westonia (ur. 1581 w Chipping Norton, zm. 1612 w Pradze) – poetka neołacińska. Jedna z nielicznych kobiet swoich czasów, której dzieła były publikowane indywidualnie.

## Życiorys
Urodziła się w Chipping Norton w rodzinie Jane Cooper i Johna Westona. Jako dzień narodzin podaje się datę z jej praskiego nagrobka, czyli 2/8 listopada 1582, jednak dane dotyczące jej chrztu oraz uwaga Weston o tym, że miała pół roku, gdy zmarł jej ojciec  wskazują, iż przyszła na świat w 1581 roku  . Po śmierci ojca jej matka wyszła ponownie za mąż, za alchemika Edwarda Kelleya, współpracownika Johna Dee. W 1583 roku małżeństwo wyjechało do Polski, a potem do Czech, pozostawiając Elizabeth i jej brata Johna Francisa w Anglii . Wkrótce dzieci przyjechały do Czech: mieszkały najpierw w Jílové, a później w Moście. Jako dziewięciolatka Weston dołączyła do rodziców w Pradze, gdzie Kelley został nadwornym alchemikiem Rudolfa II Habsburga . Tam nauczyła się łaciny od angielskiego nauczyciela, który wcześniej kształcił dzieci Johna Dee.

Gdy Kelley popadł na dworze w niełaskę i trafił do więzienia, czternastoletnia Weston zaczęła wierszami prosić o wsparcie dla rodziny u potencjalnych patronów. Po śmierci Kelley w 1597 roku rodzina straciła majątek . Dzięki talentowi literackiemu i wsparciu śląskiego szlachcica Georga Martinusa von Baldhovena Weston zdobyła międzynarodowy rozgłos jako Virgo angla (łac. angielska dziewica). Pomimo sukcesu, nie udało się uzyskać łaski Rudolfa II dla swojej rodziny, co było głównym celem jej twórczości . Większość jej wierszy, które zachowały się do dziś, pochodzi z tego okresu: została napisana pomiędzy czternastym a dwudziestym rokiem życia Weston.

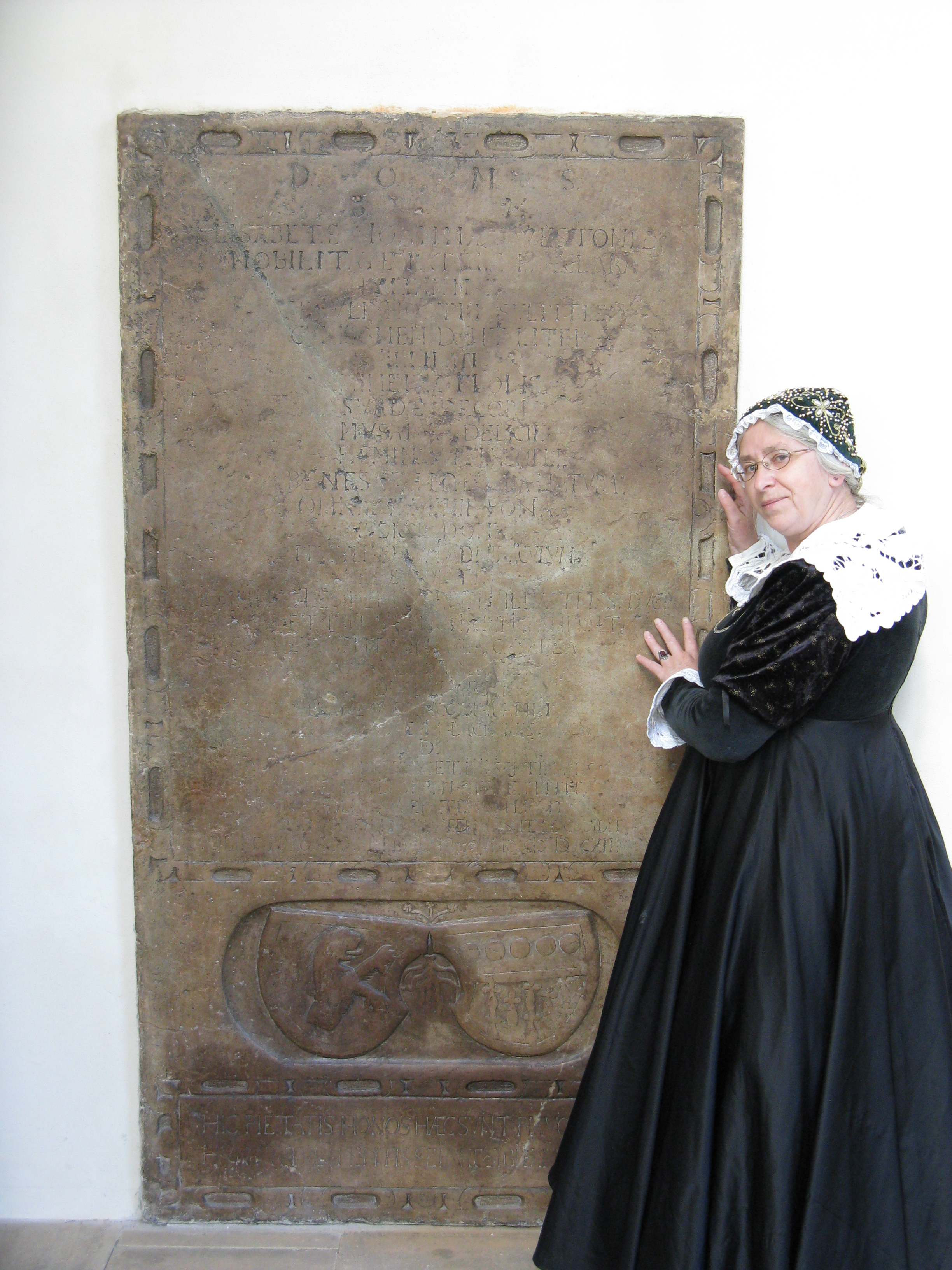
Płyta nagrobna Weston, Praga

W wieku dwudziestu lat wyszła za mąż za prawnika Johanna Lőwe (w źródłach łacińskich: Leo) pochodzącego z Eisenach, pracującego m.in. dla Chrystiana I księcia Anhalt-Bernburg. Donosił on swemu pracodawcy o bieżących wydarzeniach z dworu w Pradze, a przy ich zbieraniu zapewne korzystał z koneksji Weston. W 1602 roku ukazał się jej pierwszy zbiór wierszy Poëmata, który w dwóch tomach  wydano staraniem Baldhovena we Frankfurcie nad Odrą. Drugą publikacją drukowaną Weston była Parthenica  (także: Parthenicon), która ukazała się w trzech tomach prawdopodobnie w latach 1607–1608. Książka jest zbiorem większości jej utworów, które powstały do tego momentu, w tym poezji z Poëmata, choć kilka utworów z autobiograficznymi elementami pominięto. Dodatkowo zawarto w niej także wiersze innych autorów, które zostały jej przesłane , co było typowym zabiegiem w niemieckich publikacjach tego czasu. Weston nie była jednak zadowolona z obcych wierszy w jej tomiku, skarżyła się także na dużą liczbę błędów w publikacji, co zapisała na pustych stronach tytułowych Partheniki w sierpniu 1610 roku . W odróżnieniu od Emilii Lanier czy Rachel Speght, jej wiersze nie zawierały protofeministycznych elementów poszerzenia pola działań kobiet poza poezję, choć Weston w kilku późnych wierszach odwołuje się do kobiecych doświadczeń, gdy np. opisuje ból porodu słowami, które świadczą o nawiązaniu do własnych doświadczeń.
Weston urodziła siedmioro dzieci . Jako mężatce, większość czasu zajmowała opieka nad dziećmi, które były słabego zdrowia; jej trzech synów zmarło w wieku niemowlęcym. Dlatego nie miała wielu możliwości, by dalej tworzyć. W 1609 roku zmarła jej matka, która często pojawiała się we wczesnych wierszach poetki.
Weston zmarła w Pradze pod koniec 1612 roku.

## Znaczenie
Choć pisała po łacinie i mieszkała poza granicami kraju, uważała się nadal za Angielkę. Wraz z Bathsuą Makin, Weston była jedną z dwóch znanych współczesności angielskich poetek renesansowych, których dzieła publikowano indywidualnie (wiersze innych autorek tego okresu pojawiały się w antologiach) . W swoich czasach Weston była nazywana „vates”: proroczą poetką, a Johann Peter Lotichius w swoim dziele Gynaicologia (1630) nie wątpił, że twórczość Weston była cenniejsza niż prace wielu słynnych niemieckich poetów. Znaczenie Weston w jej czasach potwierdza także lista Index Poeticus (1634) pióra Thomasa Farnaby, na której znaleźli się najważniejsi poeci tworzący w łacinie od czasów antycznych po jemu współczesnych. Na liście Weston figuruje jako jedna z siedmiu angielskich pisarzy, jest także jedyną wymienioną kobietą .

## Publikacje
- 1602: Poëmata[1]
- 1607–1608: Parthenica[1]  (także: Parthenicon)[2]